# Precisão objetiva
Na filosofia e na segunda escolástica, a precisão objetiva (em latim: praecisio obiectiva) é o aspecto "objetivo" da abstração. A precisão objetiva é o processo pelo qual certas características (as diferenças) do objeto real de um conceito formal são excluídas da compreensão desse conceito; o objeto é, assim, intencionalmente transformado em um conceito objetivo universal. A precisão objetiva é, portanto, um processo pelo qual surgem conceitos objetivos universais. surgem. Trata-se do aspecto "objetivo" do processo de abstração (total) ou de formação de conceitos.

## Precisão objetiva e precisão formal
A precisão objetiva distingue-se da precisão formal. Enquanto a precisão objetiva é um processo relativo aos conceitos objetivos (os correlatos objetivos dos atos mentais pelos quais algo é concebido), a precisão formal é o processo correspondente relativo aos conceitos formais ou aos atos mentais propriamente ditos. A precisão objetiva e a precisão formal são os dois aspectos (objetivo e subjetivo) da abstração.

## Nominalismo e realismo
As duas visões filosóficas opostas sobre os universais, nominalismo (ou melhor, Conceitualismo) e realismo, podem ser definidas por meio de sua relação com a precisão objetiva: qualquer pessoa que aceite a precisão objetiva é um realista filosófico; qualquer pessoa que a rejeite é um conceptualista ou nominalista (em sentido amplo). Em outras palavras, os nominalistas rejeitam a ideia de que nossos conceitos mentais universais (conceitos formais) exigem objetos intencionais universais; assim, segundo os nominalistas, na abstração ocorre apenas a precisão formal, sem precisão objetiva.

## Requisitos ontológicos por parte do objeto
As escolas estão divididas em sua opinião sobre o que constitui a condição necessária por parte do objeto para que a precisão objetiva seja possível. De acordo com os tomistas, uma distinção virtual por parte do objeto entre a diferença excluída e o conceito objetivo abstrato resultante é suficiente para tornar a precisão objetiva possível. De acordo com os escotistas, uma distinção formal é geralmente necessária, embora certos escotistas (como Bartolomeo Mastri) considerem a distinção virtual suficiente em certos casos especiais. Suárez defende a precisão objetiva, mas rejeita qualquer distinção por parte do objeto. Os nominalistas (conceptualistas) concordam com os escotistas que uma distinção formal seria necessária para viabilizar a precisão objetiva, mas, como consideram tal distinção impossível, rejeitam a precisão objetiva por completo.